# Алто (Италия)
 Тази статия е за селото в Италия.  За вида певчески глас вижте Алт.  
А̀лто (на италиански: Alto, на местен диалект: Otu, Оту) е село и община в Северна Италия, провинция Кунео, регион Пиемонт. Разположено е на 650 m надморска височина. Населението на общината е 119 души (към 2014 г.).